# Ronnie del Carmen
Ronnie del Carmen (nacido como Ronaldo Del Carmen el 31 de diciembre de 1959, Filipinas) es un ilustrador, dibujante, animador, director, guionista y diseñador filipino residente en Estados Unidos. Actualmente, Del Carmen labora en Pixar, sin embargo ha estado en otros estudios de animación como Dreamworks Animation y Warner Bros. Animation. Dirigió el corto Dug's Special Mission (La misión especial de Dug), basado en el personaje Dug, de la película de Pixar Animation Studios, Up. También se destaca por ser el codirector de la 15.ª película Pixar Inside Out que se estrenó el 19 de junio de 2015.

## Vida y carrera
Nació en las Filipinas a finales de los 50. Desde joven anheló trabajar en films, y ganarse la vida dibujando. Pero Del Carmen no fue hasta sus 29 años que pudo dejar las Filipinas para poder hacer su sueño realidad. Se graduó de la Universidad de Santo Tomás en Bellas Artes y consiguió ingresar a Warner Bros. Animation, donde trabajo en series animadas como Batman: The Animated Series cumpliendo trabajos como artista de guion gráfico, diseñador de personajes y en la famosa serie animada producida por Steven Spielberg Freakazoid! como director de varios episodios.
Del Carmen se unió a DreamWorks a mediados de los 90. Inicio ahí sus labores como artista de guion gráfico en películas como El príncipe de Egipto, Simbad: La leyenda de los siete mares y además, supervisor de storyboards en La ruta hacia El Dorado y Spirit: el corcel indomable.
Se une a Pixar en 2000, y comienza sus labores como co-supervisor de historia en la exitosa película del 2003, Buscando a Nemo. Desde entonces, ha colaborado en varios éxitos más de Pixar como diseñador de producción del corto Pixar del 2005 El hombre orquesta, artista de guion gráfico en Ratatouille, WALL·E y nuevamente, supervisor de historia de la exitosa película Up en el 2009. Ese mismo año, se lanza un corto en la edición a video de Up, tipo precuela dirigido y escrito por Del Carmen basado en Dug, el perro protagonista de Up, llamado Dug's Special Mission, cuyo relato es la historia de Dug antes de conocer a Carl y Russell en la película.
Desde 2010, Ronnie ejerce el cargo de codirector junto al director Pete Docter en la próxima película acerca de la mente humana, Inside Out, que se estrenó el 19 de junio de 2015.

## Filmografía selectiva
| Año  | Película                              | Papel                                      | Notas          |
| ---- | ------------------------------------- | ------------------------------------------ | -------------- |
| 2023 | Elemental                             | Voz de "Bernie Lumen"                      |                |
| 2020 | Soul                                  | Voz de "Wind Star"                         |                |
| 2015 | Inside Out                            | Codirector e Historia original             |                |
| 2013 | Monsters University                   | Historia adicional                         |                |
| 2012 | Brave                                 | Historia adicional                         |                |
| 2009 | Dug's Special Mission                 | Director y Guionista                       |                |
| 2009 | Up: una aventura de altura            | Supervisor de historia                     |                |
| 2008 | WALL·E                                | Artista de historia y diseño de personajes |                |
| 2007 | Ratatouille                           | Artista de historia                        |                |
| 2005 | El hombre orquesta                    | Diseñador de producción                    | corto de Pixar |
| 2003 | Buscando a Nemo                       | Supervisor de historia                     |                |
| 2003 | Simbad: La leyenda de los siete mares | Artista de historia adicional              |                |
| 2002 | Spirit: el corcel indomable           | Supervisor de historia                     |                |
| 2000 | La ruta hacia El Dorado               | Supervisor de historia                     |                |
| 1998 | El príncipe de Egipto                 | Artista de storyboard                      |                |
| 1995 | Freakazoid!                           | Director                                   | 2 episodios    |

## Como ilustrador
Además, Del Carmen se ha destacado como ilustrador de varios libros. Actualmente, escribe un cómic propio llamado Paper Biscuit.
- "My Name is Dug", autor Kiki Thorpe. Ilustrado por Ronnie del Carmen
- "And There You Are", Ronnie del Carmen. Paper Biscuit Industries.
- "Three Trees make a forest" con Tadahiro Uesugi y Enrico Casarosa.
- Batman Black and White Vol. 2, "The Bet" escrito por Paul Dini y arte por Ronnie del Carmen.
- Project Superior, "No Prize", escrito e ilustrado por Ronnie del Carmen.

## Premios y nominaciones
Premios Óscar
| Año  | Categoría            | Película  | Resultado |
| ---- | -------------------- | --------- | --------- |
| 2016 | Mejor guion original | Del revés | Nominado  |